# Shūsaku Tokita
Shūsaku Tokita (japanisch 鴇田 周作 Tokita Shūsaku; * 9. September 1990 in Chiba) ist ein ehemaliger japanischer Fußballspieler.

## Karriere
Tokita erlernte das Fußballspielen in der Schulmannschaft der Chiba Keiai High School und der Universitätsmannschaft der Meikai-Universität. Seinen ersten Vertrag unterschrieb er 2013 beim Matsumoto Yamaga FC. Der Verein spielte in der zweithöchsten Liga des Landes, der J2 League. Im September 2013 wurde er an den Drittligisten Fukushima United FC ausgeliehen. 2014 wurde er an den ebenfalls in der dritten Liga spielenden Grulla Morioka ausgeliehen. Für den Verein absolvierte er elf Ligaspiele. 2015 wurde er an den Azul Claro Numazu ausgeliehen. 2016 wechselte er zum Japan Soccer College. 2017 wechselte er zu Saurcos Fukui. 2019 wechselte er zu Vonds Ichihara. Für den Verein aus Ichihara absolvierte er 14 Regionalligaspiele.
Am 1. Februar 2022 beendete Tokita seine Karriere als Fußballspieler.